# Attentat de Manchester de 1992
Cet article concerne l'attentat de 1992. Pour l'attentat de 1996, voir Attentat de Manchester de 1996. Pour celui de 2017, voir Attentat de la Manchester Arena.
L'attentats de Manchester en 1992 est une attaque de l'Armée républicaine irlandaise provisoire (IRA) le jeudi 3 décembre 1992. Deux bombes ont explosé, blessant 65 personnes et endommageant de nombreux bâtiments de la ville de Manchester.

## Bombardement
La première bombe à exploser était à l'intérieur d'une voiture garée à Parsonage Gardens dans le quartier commercial de la ville. La voiture piégée était derrière un magasin de House of Fraser (53°28′58″N 2°14′55″W / 53.48269°N 2.248658°W
). Elle a explosé à 8h31. L'attentat à la bombe à Parsonage Gardens a blessé six personnes.
La deuxième bombe a explosé sur Cateaton Street entre un marché et la cathédrale de Manchester (53°29′04″N 2°14′41″W / 53.48454°N 2.244714°W
) à 10h09, et blessé 58 personnes. De nombreux bâtiments sont endommagés lors des bombardements. L'impact a brisé le cadran de l'horloge de la cathédrale et ses vitraux. La cathédrale a fourni un refuge à des centaines de personnes qui ont quitté Deansgate. Le nombre total de blessés dans les explosions était de 65.

## Conséquences
Un appel téléphonique est passé après les explosions, affirmant que plus d'appareils étaient dans la ville. Cela force la police à évacuer tout le centre-ville et à confiner la population à l'intérieur. Aucune autre bombe n'a cependant été trouvée. Les dommages sont estimés à une valeur de 10 millions de livres sterling (soit environ 19 millions de livres sterling en 2017).

## Auteurs
L'IRA a revendiqué la responsabilité de l'attentat le lendemain, dans le cadre de la campagne de bombardement du groupe des années 1990 en Angleterre. Ils font exploser une autre bombe beaucoup plus puissante à Manchester quatre ans plus tard.